# Goffredo Wobbe
Goffredo Wobbe (* 1. Juli 1884) war ein italienischer Ingenieur, Physiker und Erfinder. 
Er war ein Forscher und Erfinder auf dem Gebiet der Gastechnik, der in den 1920er-Jahren die heute als Wobbeindex bekannte Kennzahl entwickelte, die zur Charakterisierung der Qualität von Brenngasen hinsichtlich ihrer Austauschbarkeit bei der Verbrennung genutzt wird.

## Leben und Werk
Wobbe wurde 1884 als Sohn des aus Hamburg stammenden Ingenieurs Johann Gottfried Wobbe geboren. Sein Vater, Gaswerksdirektor in Hamburg, Troppau und Wien-Simmering (fl. 1902), hatte 1882 ein Patent für Neuerungen am regulierbaren Heizbrenner angemeldet und starb am 31. Januar 1935 in Bologna. Goffredo Wobbe war promovierter Ingenieur sowie Direktor der kommunalen Gaswerke von Pisa und Bologna und wirkte im frühen 20. Jahrhundert im Bereich der Thermodynamik und Gastechnik. Sein Name ist heute vor allem durch den nach ihm benannten Wobbeindex (auch Wobbe-Zahl) bekannt, der als zentrales Maß zur Beurteilung der Austauschbarkeit verschiedener Brenngase gilt. Die zugrundeliegende Arbeit La definizione della qualita del gas publizierte Wobbe 1926 in der Fachzeitschrift L’industria del gas e degli acquedotti.

## Schriften
- Sul tema. Economia dei combustibili. L’Universelle, Rom 1916 (Sonderdruck aus: Bollettino dell’Associazione italiana delle industrie gas e acqua. Dezember 1916).
- La definizione della qualita del gas. In: L’industria del gas e degli acquedotti. Band 15, Nr. 11, 30. November 1926, S. 165–172.